# Migatronic
Migatronic A/S er en dansk virksomhed der producerer og sælger svejseudstyr.
Virksomheden har hjemme i Fjerritslev og var børsnoteret frem til foråret 2021.
Peter Roed er en af nøglepersonerne i firmaet.
Migatronic fører sin historie tilbage til september/oktober 1970, hvor Richard Haastrup og Jørn Rødbro startede produktion af de første svejsemaskiner i Bonderup. Virksomheden blev stiftet som aktieselskab den 31. december 1971. under navnet "Rødbro & Haastrup A/S".
Migatronic Automation A/S i Aabybro er et fuldt ejet datterselskab af Migatronic A/S.